# Цуцул
Цуцул, още Рамници или Рамница (тъй като в местния диалект л е палатализиран звук, се среща и днес неправилното изписване Цуцуль, на гръцки: Τσουτσουλί, Τσουτσού, понякога Βροντερό, Врондеро по новото име на село Граждено), е планина в Долна Преспа, Западна Македония, Гърция. Планината на практика е хребет на Сува гора.

## Описание
Планината е разположена в Преспа, между Голямото Преспанско езеро на север и Малкото Преспанско езеро на юг на 853 m. Част е от Националния парк „Преспа“ и съответно от Натура 2000 и е орнитологично важно място. Най-високият връх е едноименният Цуцул - 1455 m. На североизток е отделена от планината Дева от реките Сътеска и Дошковата глава.
Съставена е от варовикови скали. На север-северозапад от Търново (Анкатото) има голяма пещера (σπηλιά Ζαχαριάδη). Изкачването на планината може да стане от Граждено а около 2,30 часа.
| Име                     | Име                     | Височина | Местоположение                                 |
| ----------------------- | ----------------------- | -------- | ---------------------------------------------- |
| Цуцул                   | Τσουτσουλί              | 1455 m   | в източната част, източно над Граждено         |
| Рамници или Голема чука | Ράμνιτσι, Δαφνομήλης    | 1330 m   | в централната част                             |
| Курила                  | Κουρίλα                 | 1240 m   | в централната част                             |
| Великови главие         | Λοχαγού Δημητρίου Ραΐση | 1157 m   | в северната част                               |
| Порти                   | Πόρτες                  | 1195 m   | в северната част                               |
| Скараци                 | Σκαράτσι                | 1107 m   | в източната част, над Малкото Преспанско езеро |
| Шестар                  | Σίσταρ, Φουντωτό        | 1304 m   | източно над Граждено                           |